# Біломорська військова флотилія (СРСР)
Біломо́рська військо́ва флоти́лія (рос. Беломорская военная флотилия) — військова флотилія у складі Збройних сил СРСР у 1920 році та з серпня 1941 по квітень 1945.

## Історія
Біломорська військова флотилія створена в березні 1920 року, у квітні перетворена на Морські сили Північного моря.
Вдруге утворена у складі Північного флоту на початку серпня 1941 року з метою захисту комунікацій в Білому морі, східній частині Баренцева моря та Арктиці. Головна база — Архангельськ.
До складу Біломорської військової флотилії входили дивізіон есмінців і сторожових кораблів, дивізіон мінних загороджувачів, бригада тралення, Біломорський сектор берегової оборони, Іокангська військово-морська база та інші. Для оборони проток Карські Ворота, Югорський Шар, портів і полярних станцій у складі флотилії в кінці серпня 1941 був створений Північний загін (бази — Амдерма, острів Діксон), до складу якого поряд із сторожовими кораблями і береговими батареями входили авіагрупа і загін криголамів. Згодом у зв'язку з розширенням операційної зони у складі Біломорської військової флотилії були сформовані Новоземельська (у губі Білушья, 1942) і Карська (на острові Діксон, 1944) військово-морські бази.
Біломорська військова флотилія забезпечила проводку більше 2500 одиниць транспорту.
У квітні 1945 року розформована. На її базі створений Біломорський оборонний район.

## Склад флотилії
Всього флотилія мала:
- 3 есмінці
- 3 мінових загородника
- 17 сторожових кораблів
- 20 тральщиків
- 35 сторожових катерів
- 15 катери-тральщиків
- 2 криголами
- понад 20 допоміжних судів.

## Командування

### Командувачі
- В. Н. Варваци (березень 1920 — травень 1921);
- П. П. Міхайлов (травень 1921-січень 1923) (Морські сили Північного моря);
- контрадмірал М. М. Долінін (04.08—07.10.1941);
- контрадмірал, з березня 1944 року віцеадмірал Г. А. Степанов (07.10.1941—06.03.1943);
- контрадмірал, з березня 1944 року віцеадмірал С. Г. Кучеров (11.03.1943—30.08.1944);
- віцеадмірал Ю. О. Пантелєєв (30.08.1944—15.04.1945).

### Члени військової ради
- полковий комісар Ф. І. Демідов (серпень — вересень 1941 року);
- капітан 1-го рангу, з вересня 1944 року контрадмірал В. Е. Ананьіч (вересень 1941 року — жовтень 1942 року і грудень 1943 року — квітень 1945 року).

### Начальники штабів
- капітан 1-го рангу М. Н. Попов (04.08.1941—25.02.1942);
- капітан 1-го рангу Ф. В. Зозуля (05.02.1942—20.07.1943);
- капітан 1-го рангу В. П. Боголепов (20.07.1943—15.04.1945).